# Quarraisha Abdool Karim
Quarraisha Abdool Karim (Sinh ngày 28 tháng 3 năm 1960) là một nhà dịch tễ học người Nam Phi, cô được biết đến cho nhiều đóng góp trong nghiên cứu AIDS. Cô là Phó Giám đốc Khoa học của Trung tâm nghiên cứu AIDS, CAPRISA, giáo sư dịch tễ học lâm sàng tại Đại học Columbia, và giáo sư danh dự y tế công cộng tại Đại học KwaZulu-Natal. Cô cũng là Phó chủ tịch của Viện Hàn lâm khoa học châu Phi.
Nghiên cứu của Karim nổi tiếng thế giới, đáng chú ý nhất với nghiên cứu CAPRISA 004, nơi cô là nhà nghiên cứu chính. Công trình của cô đã được trao tặng nhiều giải thưởng, bao gồm The Order of Mapungubwe (Bronze), vinh giá nhất Nam Phi, và Giải L'Oréal-UNESCO cho phụ nữ trong khoa học trong việc giúp phụ nữ châu Phi chống chọi lại căn bệnh HIV và cải thiện cuộc sống của họ.

## Cuộc sống và giáo dục
Abdool Karim sinh ra ở Tongaat tại Nam Phi vào năm 1960. Trong năm 1981, cô tốt nghiệp với một bằng cử nhân khoa học từ Đại học Durban-Westville. Abdool Karim sau đó chuyển đến đại học Witwatersrand, và đạt được bằng cử nhân khoa học danh dự về Hóa sinh Để tiếp tục học lên Thạc sĩ, Abdool Karim sang Hoa Kỳ, nhận được bằng Thạc sĩ Ký sinh trùng học năm 1988, từ Đại học Columbia. Năm 2000, cô hoàn thành bằng tiến sĩ y học từ Đại học Natal, Nam Phi

## Nghiên cứu HIV
Trong thập niên 1990, Nam Phi đã xảy ra vụ dịch HIV.Trong suốt thời gian này, Abdool Karim đã bắt đầu nghiên cứu hành vi xã hội liên quan đến HIV ở Nam Phi. Cô tiến hành cuộc điều tra dân số, với mục tiêu để hiểu rõ sự lây lan của dịch bệnh trên đối tượng phụ nữ, cũng như nghiên cứu các yếu tố liên quan như giới tính, tuổi, và di cư. Năm 1992, Abdool Karim công bố một bài báo, nhấn mạnh rằng phụ nữ rất dễ bị nhiễm HIV. Nghiên cứu cũng tìm thấy một sự tương quan giữa di cư và HIV. Mối tương quan này rõ ràng hơn nam giới. Vào những năm 1990, Abdool Karim đã tiến hành rất nhiều nghiên cứu và đăng một số báo cáo, nghiên cứu sự lây nhiễm và nhấn mạnh sự khác bệnh trong các nhóm khác nhau ở những đối tượng nguy cơ cao.

### CAPRISA 004
Trong năm 2007, trung tâm CAPRISA đã tiến hành một thử nghiệm lâm sàng, có tên CAPRISA 004, và Abdool Karim là người nghiên cứu chính. Mục tiêu của nghiên cứu này là khảo sát sự ảnh hưởng của Tenefovir gel, trong việc làm giảm nguy cơ nhiễm HIV. CAPRISA 004 thử nghiệm trên tenofovir gel dẫn đến bằng chứng lây nhiễm. Tổng thể, nghiên cứu đã chứng minh sự bảo vệ chống lại nhiễm HIV, với con số giảm 39%.Ngoài ra, tại hội nghị quốc tế AIDS XVIII, 2010, kết quả nghiên cứu CAPRISA 004 đã được tung hô, một điều không thường xuyên xuất hiện ở trong một hội nghị khoa học.